# Église Santa Maria della Misericordia
Santa Maria della Misericordia est une église catholique désaffectée de Venise, en Italie, le long du Canale della Misericordia.

## Historique

### L'église

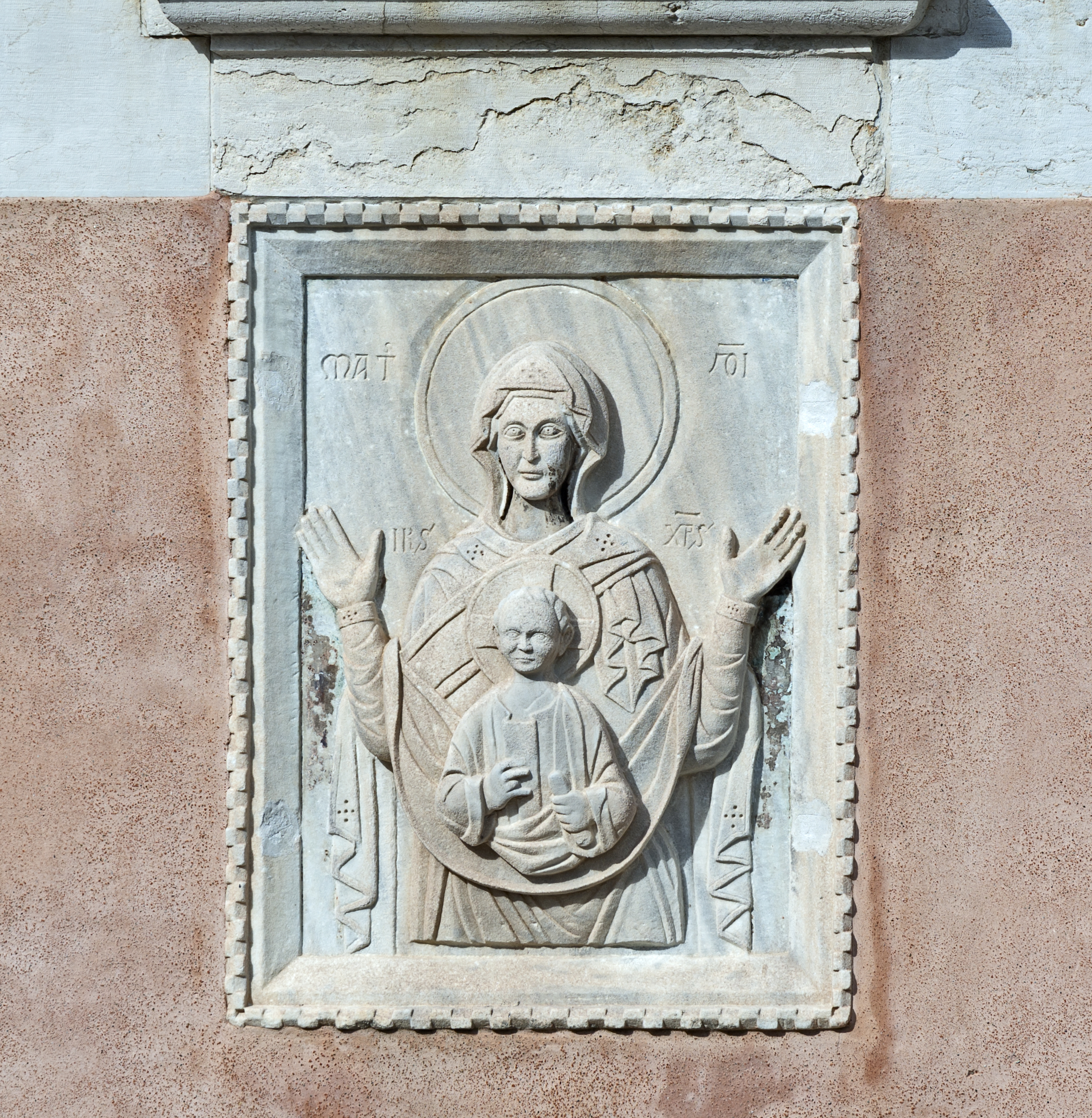
Vierge à l'enfant du XIII

Bâtie en 936 comme église d'abbaye, elle fut d'abord nommée Santa Maria di Val Verde (du nom original de l'île sur laquelle elle fut construite, aussi appelé du seul Cesare dei Giulii, dit Andreardo, ou de la famille Giulia et Moro). En 1348, tous les moines moururent de la peste, tandis que l'abbé survivant mourut en 1369 laissant le patronage perpétuel de l'église à Luca Moro et ses descendants.
L'église fut agrandie au XIIIe siècle et la façade dessinée par l'architecte bolonais Clemente Moli, fut ajoutée lors de la reconstruction en 1651-59, financée par le philosophe Gasparo Moro, dont le buste sculpté par Moli figure au-dessus de la porte. Moli sculpta aussi les figures allégoriques de chaque côté de la porte. La Vierge et l'enfant sur le fronton segmentaire avec l’inscription  MAT. DÑI/IKS. XPS est du XIIIe siècle.
Le couvent étant dans un triste état et effondré, il a été démoli au début du XIXe siècle.
L'église a échappé à la suppression pendant la période napoléonienne, mais était dans un mauvais état lorsqu'elle a été prise en main en 1828 par l'abbé Pietro Pianton qui a réussi à rétablir une partie de son état d'origine. Le patriarche Domenico Agostini acheta le bâtiment en 1844, afin d'éviter qu'il ne devienne une église évangélique. Après sa mort en 1864, le travail de Pianton fut annihilé. La famille Mor-Lin racheta l'église et dispersa les œuvres d'art acquis. L'église ferma en 1868, mais rouvrira au début du XXe siècle. La dernière messe y fut célébrée le 17 août 1967.
Dans le cadre de la biennale d'art contemporain de Venise de 2017, l'église est désignée pavillon islandais. L'artiste Christoph Büchel mit en place dans la nef de l'église une mosquée sunnite, dirigée par un imam islandais. Le lieu de culte fut fermé par les autorités de la région Vénétie quelques jours après l'ouverture de l'installation artistique. L'accès au lieu fut préservé mais les prières interdites.

### La Scuola
L'ancienne Scuola della Misericordia pour sa part fut construite pour la confrérie de la Miséricorde 
dans la première moitié du XVe siècle par la famille Bon.
Elle avait un arc gothique avec un grand relief de la Madonna della Misericordia attribué à Bartolomeo Bon.
L'arche fut démolie en 1612 et le relief se trouve maintenant dans le Victoria and Albert Museum à Londres.
En 1583, la Confrérie fut transférée vers la nouvelle Scuola, édifice gothique immense et inachevée à l'autre bout du pont. L'ancienne Scuola devint un hospice et en 1643 maison de guilde des tisserands de vêtements en soie. Elle fut ensuite utilisée comme théâtre et maintenant le complexe est utilisé comme un centre de restauration d'art.

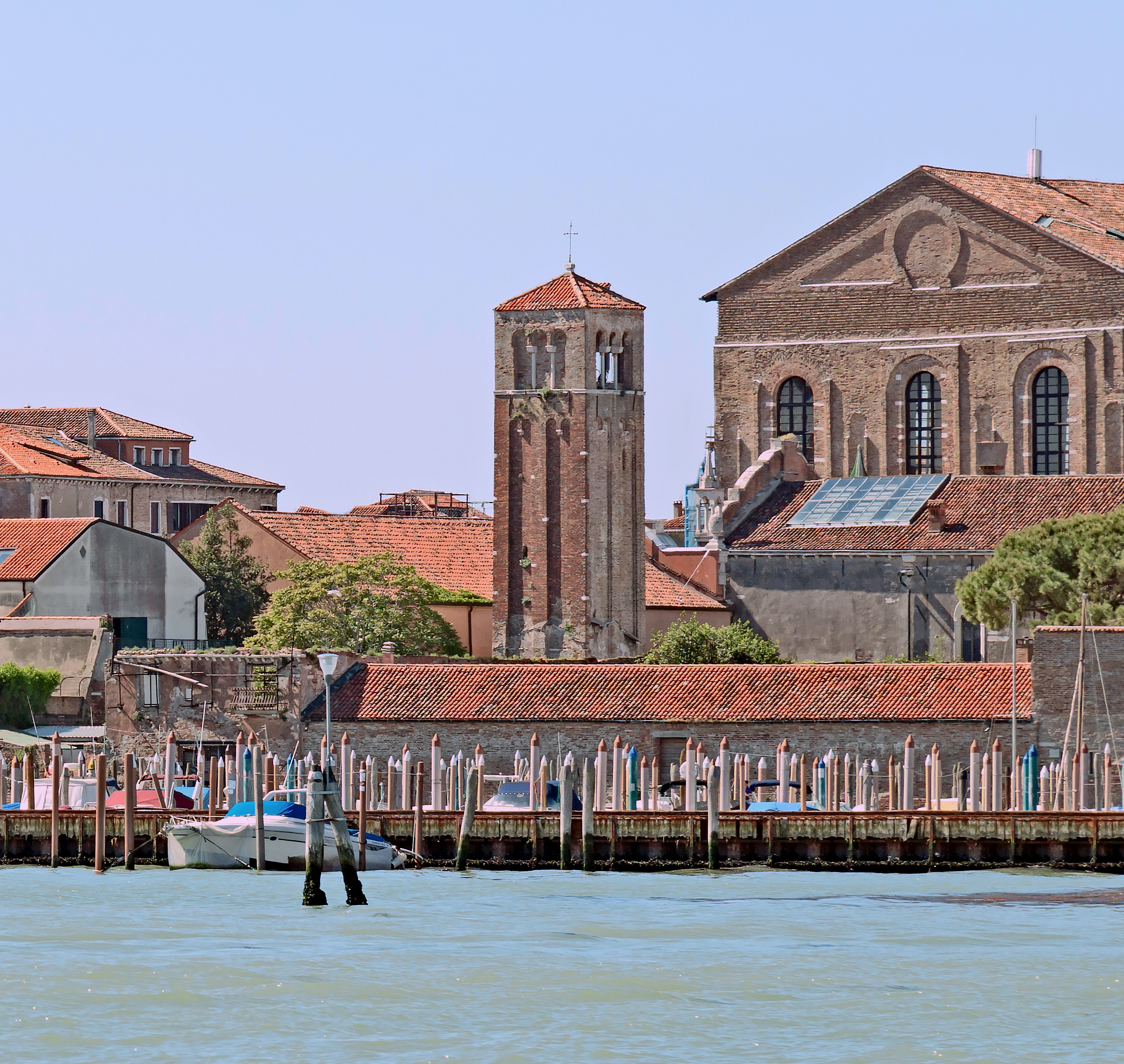
Le campanile vue de la Sacca de la Misericordia
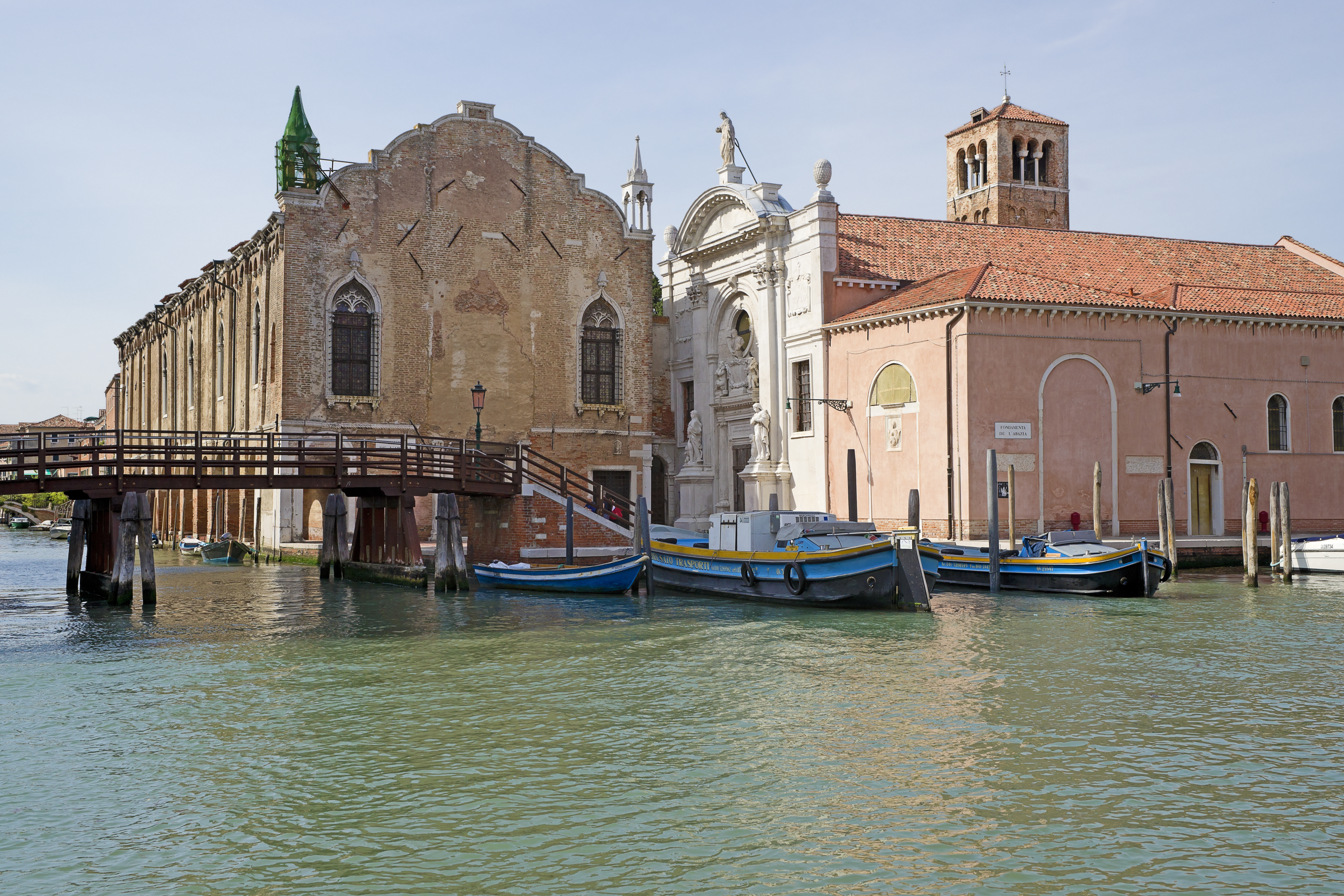
Santa Maria della Misericordia et la Scuola vecchia della Misericordia
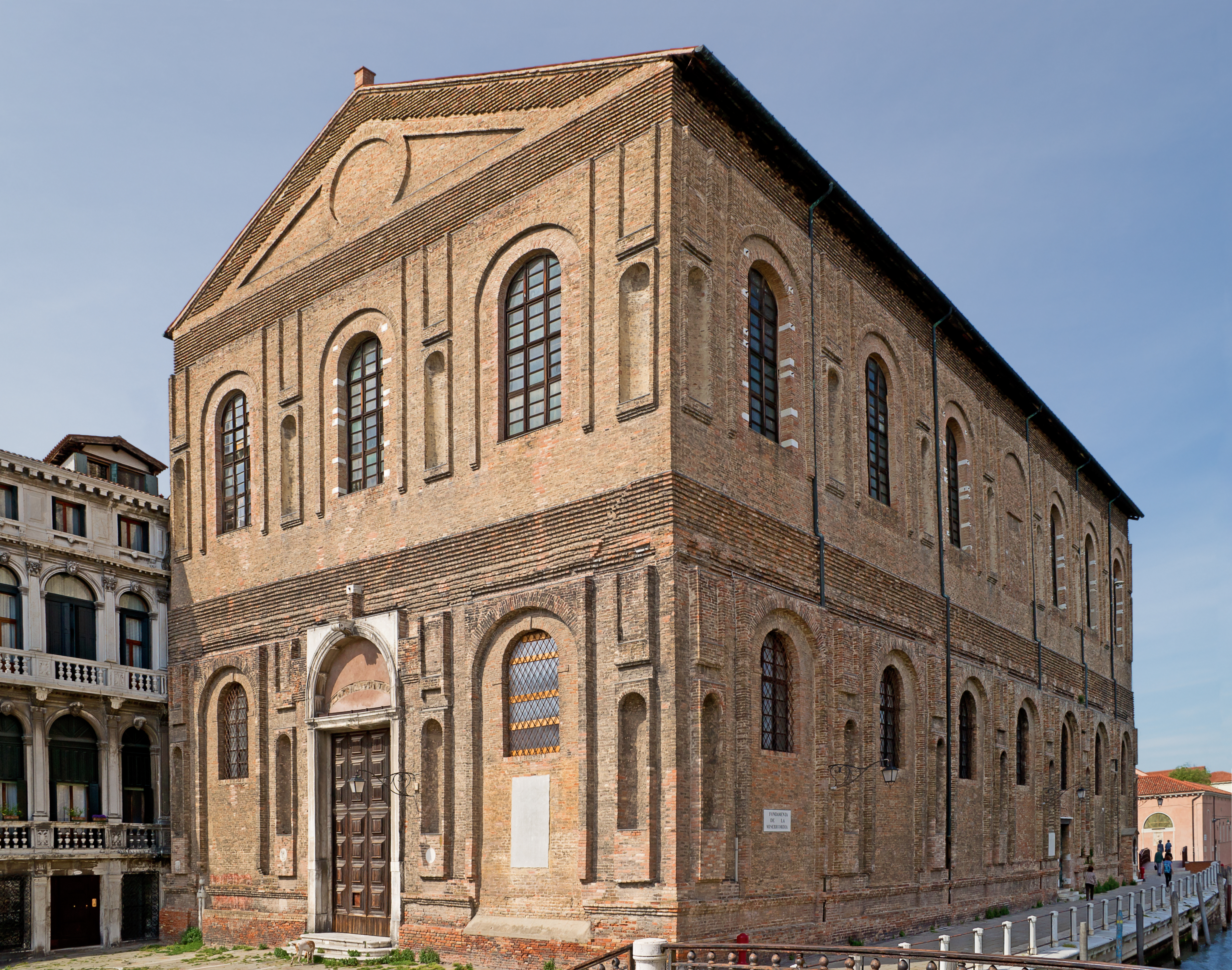
Scuola nuova della Misericordia

### Anecdotes
- Le 9 juin 1611, le prieur Girolamo Savina, auteur d'une célèbre chronique appelée Cronaca Savina, fut assassiné alors qu'il célébrait la messe par un moine qui avait empoisonné le vin de communion.
- L'église apparaît dans le film Moonraker et dans Nosferatu, Klaus Kinski fait ici la fête sur une victime.